# Liste der Bodendenkmale in Zerbst/Anhalt
In der Liste der Bodendenkmale in Zerbst/Anhalt sind alle Bodendenkmale der Stadt Zerbst/Anhalt und ihrer Ortsteile aufgelistet. Grundlage ist die Auflistung von Johannes Schneider aus dem Jahr 1986 und die Veröffentlichung der Landesdenkmalliste mit Stand vom 25. Februar 2016. Die Baudenkmale sind in der Liste der Kulturdenkmale in Zerbst/Anhalt aufgeführt.
| Denkmal-ID | Fundart                | Ortsteil       | Bezeichnung                            | Zeitstellung | Lage                                                                         | Bemerkungen | Bild |
| ---------- | ---------------------- | -------------- | -------------------------------------- | ------------ | ---------------------------------------------------------------------------- | --- | ---- |
| 428300186  | Befestigung > Wall     | Buhlendorf     | Landwehr                               | undatiert    | (Lage)                                                                       | |      |
| 428300187  | Befestigung > Wall     | Dobritz        | Landwehr                               | undatiert    | Dobritzer Forst (Lage)                                                       | |      |
| 428300191  | Grabmal > Megalithgrab | Gehrden        | Megalithgrab                           | undatiert    | (Lage)                                                                       | 58 große langrechteckig aufgerichtete Steine |      |
| 428300190  | Grabmal > Grabhügel    | Gehrden        | Grabhügel „Galgenhügel“                | undatiert    | im Landschaftsschutzgebiet ()                                                | |      |
| 428300199  | Befestigung > Burg     | Eichholz       | abgetragene Niederungsburg             | Mittelalter  | (Lage)                                                                       | auf Grund des starken Bewuchses ist auf dem Berg keine Bebauung bzw. ein burgähnliches Gebilde erkennbar                                                                                        |      |
| 428300202  | Befestigung > Burg     | Lindau         | Burgruine, Niederungsburg Lindau-Quast | Mittelalter  | südlich von Lindau-Quast (Lage)                                              | Die Burganlage ist größtenteils mit Stacheldraht umgeben (Feldseite), im N grenzt sie an Privatgrundstücke                                                                                      |      |
| 428300201  | besonderer Stein       | Lindau         | Findling mit Schälchen „Teufelsstein“  | undatiert    | Lindauer Forst, nördlich von Lindau, am westlichen Rand des Wäldchens (Lage) | Der große Findling weist neben den zahlreichen ‚Schälchen‘ aus neolithischer Zeit auch mehrere modernere ‚Gravuren‘, russische Schriftzeichen und einen deutlich zu erkennenden Sowjetstern auf |      |
| 428300200  | Befestigung > Burg     | Lindau         | Burgruine                              | Mittelalter  | Niederungsrand, Nordwesteck des Ortes (Lage)                                 | Burgruine zum Teil saniert |      |
| 428300207  | Grabmal > Grabhügel    | Steutz         | Grabhügel                              | undatiert    | Im Forst, „Schusener Steinkreis“ (Lage)                                      | |      |
| 428300205  | Befestigung > Burg     | Walternienburg | überbaute Niederungsburg               | Mittelalter  | ehemaliges Gut (Lage)                                                        | |      |
| 428300206  | Befestigung > Burg     | Zerbst         | überbaute Niederungsburg, Schloss      | undatiert    | südwestlich der Altstadt (Lage)                                              | Bilder auf Wikimedia Commons |      |
| ?          |                        | Zerbst         | Steinkreuze (3)                        |              | Bei Weinberg Nr. 18 (Lage)                                                   | In der Stadtmauer eingemauert |      |